# Anisy
Anisy är en kommun i departementet Calvados i regionen Normandie i norra Frankrike. Kommunen ligger i kantonen Creully som ligger i arrondissementet Caen. År 2022 hade Anisy 796 invånare.

## Befolkningsutveckling
Antalet invånare i kommunen Anisy
Referens: INSEE